# Hand of Faith

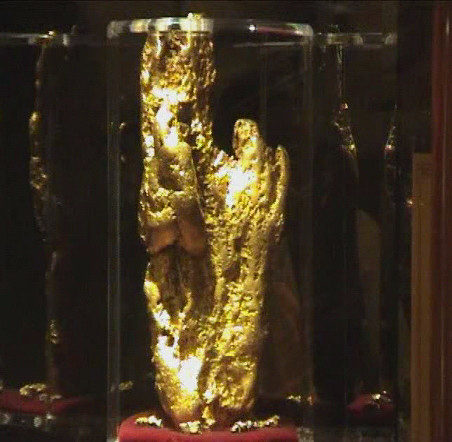
La Hand of Faith est la plus grande pépite d'or au monde trouvée à l'aide d'un détecteur de métaux.

La Hand of Faith (littéralement « Main de la foi » en anglais) est une pépite d'or de grande pureté qui fut trouvée par Kevin Hillier à l'aide d'un détecteur de métaux près de Kingower, dans l’état de Victoria, en Australie, le 26 septembre 1980. Pesant 875 onces troy (27,21 kg), la pépite d'or n'était qu'à trente centimètres sous la surface, reposant en position verticale. L'annonce de la découverte eut lieu le 8 octobre 1980 à Melbourne lors d'une conférence de presse à laquelle assistait Dick Hamer, Premier ministre de l’état de Victoria. Kovac's Gems & Minerals fut retenu comme intermédiaire pour la vente de l'énorme pépite, par Kevin Hillier. Elle fut vendue à la chaîne de casinos Golden Nugget (en) pour plus d'un million de dollars et est exposée depuis lors dans le hall du Golden Nugget Casino Hotel de Las Vegas.
Il fut initialement indiqué à tort qu'elle ne pesait que 720 onces, mais après correction, le nouveau calcul était de 874,82 onces. Cela explique pourquoi certaines publications continuent de donner un poids incorrect. Elle est toujours considérée comme la plus grande pépite moderne trouvée par un détecteur de métaux, dans le monde entier. Ses dimensions sont de 47 × 20 × 9 cm. Le prix de vente était supposé d’être environ un million de dollars.
La pépite est la deuxième plus grande pépite trouvée en Australie au cours du XXe siècle. Au XIXe siècle, lors de la ruée vers l'or au Victoria, plusieurs pépites beaucoup plus grosses ont été découvertes.